# In situ ハイブリダイゼーション
in situ ハイブリダイゼーション（インサイチュー ハイブリダイゼーション、in situ hybridization、ISH）は、組織や細胞において、特定のDNAやmRNAの分布や量を検出する方法。ウイルス感染、腫瘍など診断に用いられるほか、分子生物学でも細胞や組織中の遺伝子発現を研究する上で重要な方法。遺伝子発現を調べる場合に、免疫染色は主にタンパク質の検出を目的とするが、ISH では mRNA の検出を目的とする。
サザンブロッティングやノーザンブロッティングとは異なり、DNA や RNA を抽出せずに、in situ（それらが存在する本来の場所で、すなわち細胞中もしくは組織中で）ハイブリダイゼーションによって検出する。原理はサザンやノーザンと同様で、相補的塩基配列による一本鎖核酸分子間の特異的結合を利用している。検出に用いられる核酸分子をプローブと呼び、従来はDNAやRNAが用いられてきたが、最近ではペプチド核酸（PNA）やLNAといったDNA類似の構造をもつ化合物が用いられる場合がある。プローブの感度と特異度は目的のDNAやmRNAとプローブとの結合力の影響を受ける。通常、ハイブリダイゼーションはプローブのTm値よりやや低めの温度で行うが、温度が低ければ感度は上がるものの特異度が低くなり、逆に温度を高くしTm値に近づけると特異度があがる一方で感度が下がる。そこで、Tm値の高いプローブを作る必要があるが、Tm値を上げる方法としてプローブの長さを長くするもしくは、プローブに用いる核酸分子を変える方法がとられる。DNAプローブよりもRNAプローブの方が同じ配列でTm値の高いプローブを設計出来る。さらに、RNAプローブよりもPNAプローブの方がより感度特異度の高い短いプローブを設計出来る。
プローブ分子は，合成時に放射性同位体を取り込ませたり（放射性標識プローブ）、ジゴキシゲニン (digoxigenin, DIG) 、フルオレセインイソチオシアネート（fluorescein isothiocyanate; FITC）などの分子（抗原）を取り込ませたり（非放射性標識プローブ）することで標識する。放射性標識プローブはオートラジオグラフィーによって、DIGやFITCなどによる非放射性標識プローブは抗DIG抗体や抗FITC抗体等を用いて免疫組織化学的に検出する。歴史的には放射性標識プローブの方が先に確立したが、近年では非放射性標識プローブを用いた in situ ハイブリダイゼーションの感度が向上しており、蛍光多重染色も可能であることから、よく用いられるようになってきている。
非放射性標識プローブの検出は、標識物に対する免疫染色そのものであり、蛍光物質で検出する蛍光 in situ ハイブリダイゼーション法やアルカリフォスファターゼを用いNBT/BCIP等で発色する免疫組織化学で検出する方法がある。ペルオキシダーゼで行うことも可能であるが、感度がアルカリフォスファターゼ系に比べ劣るためISHの免疫組織化学的検出法ではアルカリフォスファターゼ系の方が一般的である。

## 関連技術
- 蛍光 in situ ハイブリダイゼーション (fluorescence in situ hybridization) - 蛍光を用いた方法。
- WISH (whole mount in situ hybridization)  - 組織や個体全体に対する ISH。切片ではなく組織丸ごとを用いる。
- in situ PCR